# Lugove (Saki)
|  | Per a altres significats, vegeu «Lugovoie». |

Lugove (en (ucraïnès): Лугове, rus: Луговое, Lugovoie) és un poble de la República Autònoma de Crimea a Ucraïna, que el 2014 tenia 115 habitants. Pertany al districte rural de Saki.